# Scopula megalocentra
Scopula megalocentra là một loài bướm đêm trong họ Geometridae.